# Janne Ryynänen
Janne Ryynänen, född den 1 januari 1988, är en finländsk utövare av nordisk kombination. 
Ryynänen har tävlat i världscupen sedan 2004 och hans främsta merit (tom dec 2007) är en femteplats i masstart från 2007.
Ryynänen deltog vid OS 2006 i Turin där han slutade 37:a i sprinttävlingen. Ryynänens främsta merit är guldet i stafett från VM 2007 i Sapporo. 